# Dischi fuori moda
Dischi fuori moda è il terzo album in studio dei Sikitikis, band cagliaritana, pubblicato il 21 marzo 2010 per Infecta Suoni E Affini.

## Tracce
1. Tu sei muta, io sono sordo – 3:23
2. Tsunami – 3:16
3. Salvateci dagli Italiani – 3:20
4. Amore sul mac – 4:01
5. Malamore – 3:11
6. Tiffany – 3:42
7. Uccidere Compagni Di Scuola – 3:43
8. Wilson – 3:19
9. L'ultimo dei superstiti – 3:04
10. Avere trent'anni – 2:42
11. Voglio dormire con te – 4:23

## Formazione
- Diablo (Alessandro Spedicati): voce ed effetti sonori.
- Jimi (Gianmarco Diana): basso.
- Zico (Enrico Trudu): organo e tastiere.
- Reginald (Daniele Sulis): batteria.